# Василівська колонія сірих чапель

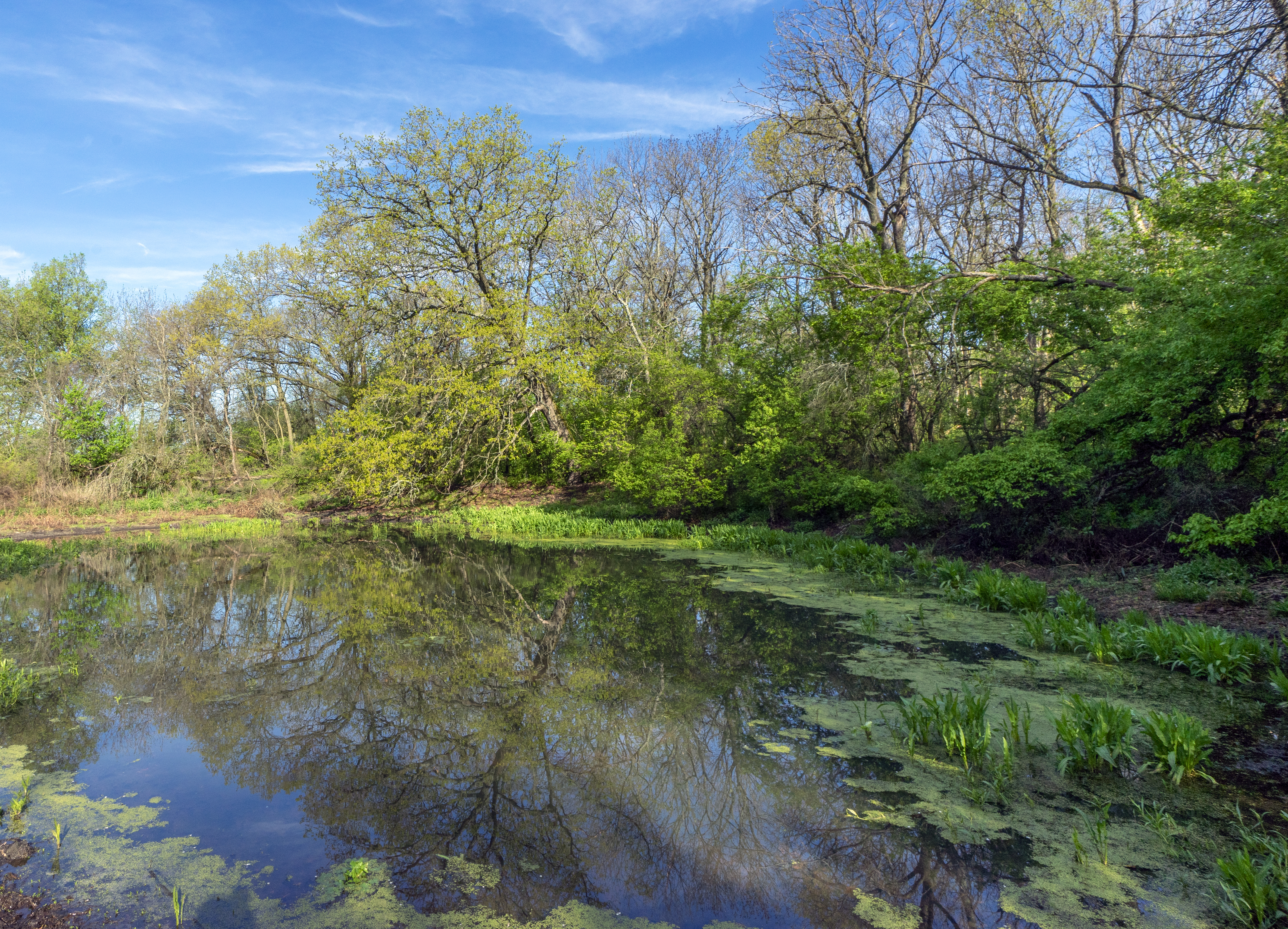
Болото у лісі

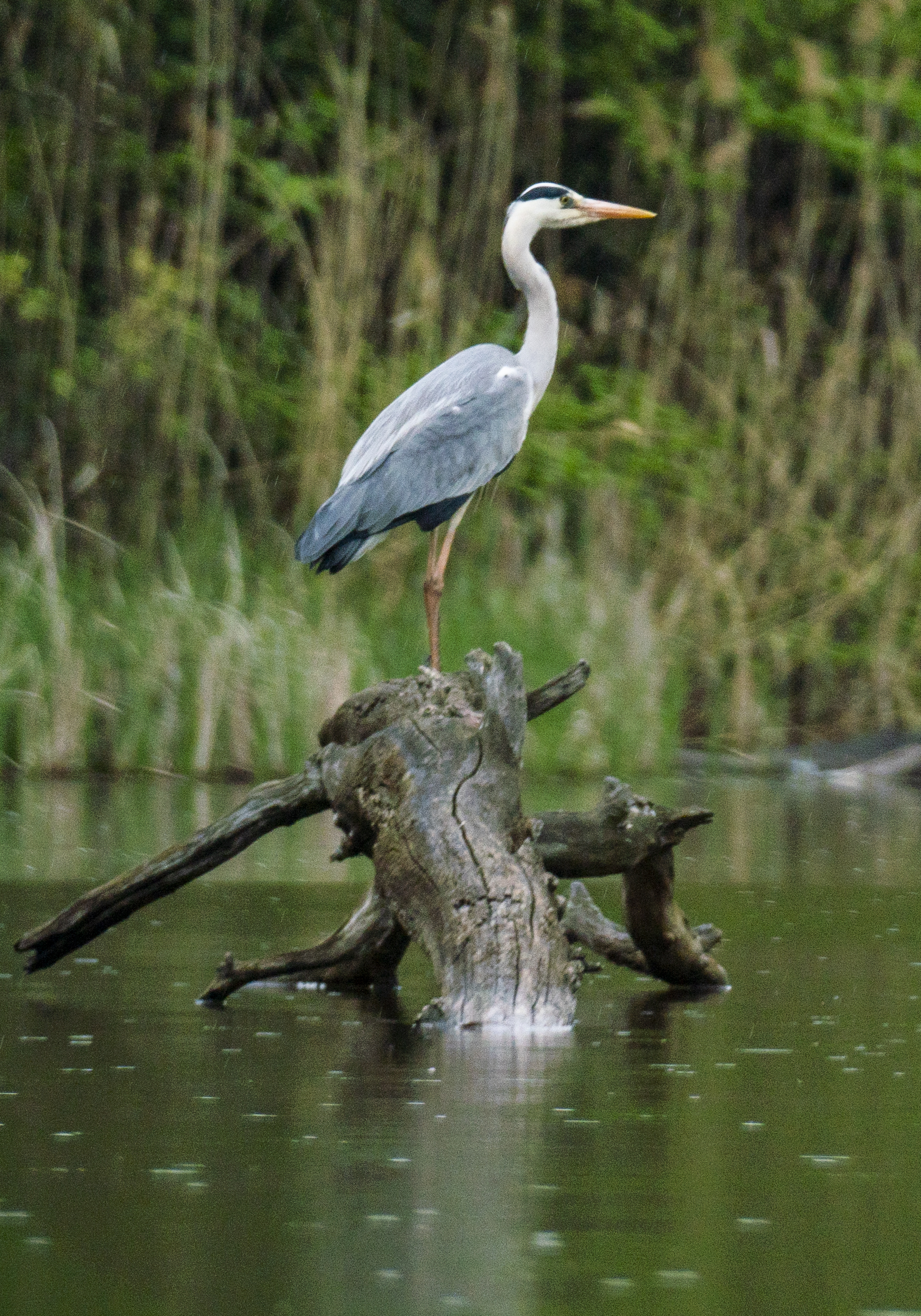
Велика сіра чапля

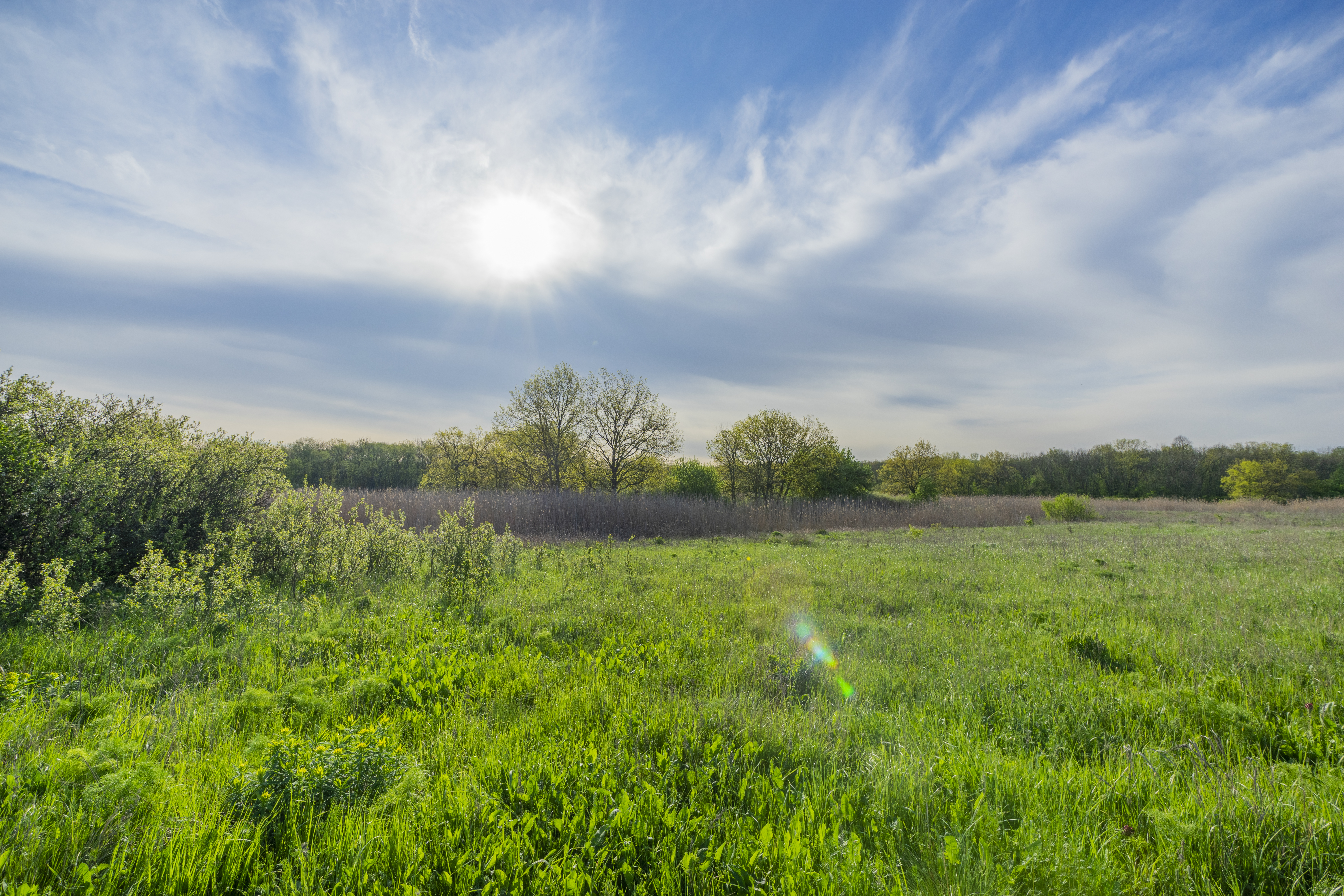
Болотна місцевість заказника

Василівська колонія сірих чапель — орнітологічний заказник місцевого значення в Україні. Об'єкт природно-заповідного фонду Дніпропетровської області. 
Розташований поблизу села Василівка Новомосковського району Дніпропетровської області. 
Площа 144 га. Статус надано згідно з рішенням облвиконкому 09.10.1979 року № 568. Перебуває у віданні: Новомосковський військлісгосп. 
Статус надано для збереження місць гніздування чаплі сірої. Територія заказника охоплює частину Самарського лісу, що в долині річки Самара (притока Дніпра). 